# De glimlach van een kind
"De glimlach van een kind" is een nummer van de Nederlandse zanger Willy Alberti. Het nummer verscheen op zijn gelijknamige album uit 1968. Dat jaar werd het uitgebracht als single.

## Achtergrond
"De glimlach van een kind" is een vertaling van het Franse lied "Toi, tu voudrais", dat eerder in 1968 werd uitgebracht door Claude François. Dit werd geschreven door Daniel Vangarde, Jean Broussolle, Jean Kluger en Gilles Thibaut. Op de melodie van dit nummer werd door Gerrit den Braber een Nederlandse tekst geschreven. Ook werd er in 1969 een Engelstalige versie van het nummer uitgebracht onder de titel "It Takes a Fool Like Me", vertaald door Gil King en uitgevoerd door John Rowles. Alberti nam zijn versie op naar aanleiding van de geboorte van zijn eerste kleinkind. Hij scoorde hiermee een kleine hit in de Nederlandse Top 40 op Radio Veronica, waar de plaat piekte op een 26e positie. Desondanks ontving hij voor het nummer een Edison. In de Hilversum 3 Top 30 werd géén notering behaald.
In de loop der jaren is "De glimlach van een kind" gecoverd door verschillende artiesten, die er ook de hitparades mee behaalden.
- In 1987 was André Hazes de eerste zanger die een hit scoorde in de destijds twee hitlijsten op de nationale popzender Radio 3; de plaat kwam weliswaar niet in de Nederlandse Top 40 terecht en bleef steken op de tweede plaats in de Tipparade,[7] maar behaalde wel een 37e positie in de Nationale Hitparade Top 100.[8]
- In 1994 nam Willy's dochter Willeke Alberti een cover op van het nummer in navolging van Natalie Cole, die een duet opnam met haar overleden vader Nat King Cole, en The Beatles, die oude opnamen van de overleden John Lennon gebruikten voor een aantal nieuwe nummers.[6] Deze versie kwam tot de 34e positie in de Nederlandse Top 40 op Radio 538[9] en de 33e positie in de Mega Top 50 op Radio 3FM.[10]
- In 1997 stonden De Buddy's vijf weken in de Mega Top 100 op Radio 3FM met hun cover, waarbij zij tot plaats 92 kwamen.[11]
- In 2012 behaalde Alex West de 66e positie in de B2B Single Top 100 met een feestversie van het nummer.[12]
- In 2014 bracht Willeke Alberti het nummer met haar zoon Johnny de Mol als single uit, waarvan de opbrengsten werden geschonken aan Stichting Het Vergeten Kind.[13] De Nederlandse Top 40 werd niet gehaald en de single bleef steken op een 13e positie in de Tipparade,[14] maar in de B2B Single Top 100 werd het de hoogst genoteerde versie van het nummer ooit met een 4e positie als hoogste notering.[15]

## Hitnoteringen

### Willy Alberti

#### Nederlandse Top 40
| Hitnotering: 28-12-1968 t/m 08-02-1969 | Hitnotering: 28-12-1968 t/m 08-02-1969 | Hitnotering: 28-12-1968 t/m 08-02-1969 | Hitnotering: 28-12-1968 t/m 08-02-1969 | Hitnotering: 28-12-1968 t/m 08-02-1969 | Hitnotering: 28-12-1968 t/m 08-02-1969 | Hitnotering: 28-12-1968 t/m 08-02-1969 | Hitnotering: 28-12-1968 t/m 08-02-1969 | Hitnotering: 28-12-1968 t/m 08-02-1969 |
| Week                                   | 1                                      | 2                                      | 3                                      | 4                                      | 5                                      | 6                                      | 7                                      |                                        |
| -------------------------------------- | -------------------------------------- | -------------------------------------- | -------------------------------------- | -------------------------------------- | -------------------------------------- | -------------------------------------- | -------------------------------------- | -------------------------------------- |
| Positie                                | 32                                     | 29                                     | 27                                     | 26                                     | 33                                     | 36                                     | 36                                     | uit                                    |

#### NPO Radio 2 Top 2000
| Nummer met noteringen in de NPO Radio 2 Top 2000 | '99 | '00 | '01 | '02  | '03  | '04 | '05  | '06  | '07  | '08  | '09  | '10  | '11  | '12  | '13  | '14  | '15  |
| ------------------------------------------------ | --- | --- | --- | ---- | ---- | --- | ---- | ---- | ---- | ---- | ---- | ---- | ---- | ---- | ---- | ---- | ---- |
| De glimlach van een kind                         | 529 | 950 | 979 | 1266 | 1195 | 921 | 1114 | 1158 | 1360 | 1145 | 1581 | 1665 | 1682 | 1610 | 1681 | 1927 | 1892 |

1. ↑  Een vetgedrukt getal geeft de hoogste notering aan.
2. ↑  Deze tabel is bijgewerkt tot en met de laatste editie (2024).

### André Hazes

#### Nationale Hitparade Top 100
| Hitnotering: 05-09-1987 t/m 17-10-1987 | Hitnotering: 05-09-1987 t/m 17-10-1987 | Hitnotering: 05-09-1987 t/m 17-10-1987 | Hitnotering: 05-09-1987 t/m 17-10-1987 | Hitnotering: 05-09-1987 t/m 17-10-1987 | Hitnotering: 05-09-1987 t/m 17-10-1987 | Hitnotering: 05-09-1987 t/m 17-10-1987 | Hitnotering: 05-09-1987 t/m 17-10-1987 | Hitnotering: 05-09-1987 t/m 17-10-1987 |
| Week                                   | 1                                      | 2                                      | 3                                      | 4                                      | 5                                      | 6                                      | 7                                      |                                        |
| -------------------------------------- | -------------------------------------- | -------------------------------------- | -------------------------------------- | -------------------------------------- | -------------------------------------- | -------------------------------------- | -------------------------------------- | -------------------------------------- |
| Positie                                | 89                                     | 62                                     | 40                                     | 38                                     | 49                                     | 57                                     | 82                                     | uit                                    |

### Willeke & Willy Alberti

#### Nederlandse Top 40
| Hitnotering: 28-01-1995 t/m 11-02-1995 | Hitnotering: 28-01-1995 t/m 11-02-1995 | Hitnotering: 28-01-1995 t/m 11-02-1995 | Hitnotering: 28-01-1995 t/m 11-02-1995 | Hitnotering: 28-01-1995 t/m 11-02-1995 |
| Week                                   | 1                                      | 2                                      | 3                                      |                                        |
| -------------------------------------- | -------------------------------------- | -------------------------------------- | -------------------------------------- | -------------------------------------- |
| Positie                                | 35                                     | 34                                     | 34                                     | uit                                    |

#### Mega Top 50
| Hitnotering: 14-01-1995 t/m 11-02-1995 | Hitnotering: 14-01-1995 t/m 11-02-1995 | Hitnotering: 14-01-1995 t/m 11-02-1995 | Hitnotering: 14-01-1995 t/m 11-02-1995 | Hitnotering: 14-01-1995 t/m 11-02-1995 | Hitnotering: 14-01-1995 t/m 11-02-1995 | Hitnotering: 14-01-1995 t/m 11-02-1995 |
| Week                                   | 1                                      | 2                                      | 3                                      | 4                                      | 5                                      |                                        |
| -------------------------------------- | -------------------------------------- | -------------------------------------- | -------------------------------------- | -------------------------------------- | -------------------------------------- | -------------------------------------- |
| Positie                                | 49                                     | 38                                     | 38                                     | 33                                     | 44                                     | uit                                    |

### De Buddy's

#### Mega Top 100
| Hitnotering: 10-01-1998 t/m 07-02-1998 | Hitnotering: 10-01-1998 t/m 07-02-1998 | Hitnotering: 10-01-1998 t/m 07-02-1998 | Hitnotering: 10-01-1998 t/m 07-02-1998 | Hitnotering: 10-01-1998 t/m 07-02-1998 | Hitnotering: 10-01-1998 t/m 07-02-1998 | Hitnotering: 10-01-1998 t/m 07-02-1998 |
| Week                                   | 1                                      | 2                                      | 3                                      | 4                                      | 5                                      |                                        |
| -------------------------------------- | -------------------------------------- | -------------------------------------- | -------------------------------------- | -------------------------------------- | -------------------------------------- | -------------------------------------- |
| Positie                                | 97                                     | 92                                     | 92                                     | 96                                     | 99                                     | uit                                    |

### Alex West

#### Single Top 100
| Hitnotering: 24-11-2012 | Hitnotering: 24-11-2012 | Hitnotering: 24-11-2012 |
| Week                    | 1                       |                         |
| ----------------------- | ----------------------- | ----------------------- |
| Positie                 | 66                      | uit                     |

### Willeke Alberti & Johnny de Mol

#### Single Top 100
| Hitnotering: 01-02-2014 t/m 15-02-2014 | Hitnotering: 01-02-2014 t/m 15-02-2014 | Hitnotering: 01-02-2014 t/m 15-02-2014 | Hitnotering: 01-02-2014 t/m 15-02-2014 | Hitnotering: 01-02-2014 t/m 15-02-2014 |
| Week                                   | 1                                      | 2                                      | 3                                      |                                        |
| -------------------------------------- | -------------------------------------- | -------------------------------------- | -------------------------------------- | -------------------------------------- |
| Positie                                | 17                                     | 4                                      | 52                                     | uit                                    |